# Clémentine Delait
Clémentine Delait, née Clémentine Clattaux le 5 mars 1865 à Chaumousey (Vosges) et morte le 19 avril 1939 à Épinal, est une tenancière de bar française qui fut connue pour être une femme à barbe.

## Biographie
Clémentine Clattaux naît le 5 mars 1865 à Chaumousey, dans le département des Vosges, de parents agriculteurs. Son enfance est marquée par les travaux des champs. À partir de la puberté, sa pilosité commence à se développer plus que la normale pour une jeune fille, notamment au niveau de la lèvre supérieure dont elle rase fréquemment le duvet.
Le 25 avril 1885, à vingt ans, elle épouse à Chaumousey Joseph Delait, boulanger à Thaon-les-Vosges, et sert les clients de la boulangerie. La clientèle est nombreuse et la barbe rasée de Clémentine ne serait pas étrangère à cette affluence. Cependant, Joseph est atteint de rhumatismes et ne peut continuer son métier de boulanger. Toujours à Thaon-les-Vosges, le couple ouvre alors un débit de boissons et Clémentine est derrière le comptoir à servir les clients. Tout comme à la boulangerie, la clientèle est alors nombreuse. Femme de caractère et charpentée, Clémentine est apte à tenir son bar et à en sortir les clients turbulents.
C'est à partir de 1901, à l'âge de 36 ans, que Clémentine se laisse pousser la barbe. Le couple se rend à la foire de Nancy et, se faisant alpaguer par un bonimenteur, il assiste à l'exhibition d'une femme à barbe. Cette dernière ne peut s'empêcher de remarquer à voix haute l'abondante pilosité de Clémentine malgré le rasage. Racontant l'anecdote à son bar, elle accepte le pari d'un des clients qui lui promet vingt-cinq louis (soit 500 francs, forte somme à l'époque, environ 2 283 € en 2024) si elle se laisse pousser la barbe. Elle cessera de se raser bien qu'elle n'ait jamais touché l'argent promis. Dès lors, elle arbore une barbe frisée qui se dédouble en deux panaches. Attirée par le bouche-à-oreille, la clientèle se presse au café des époux, renommé « Le café de la Femme à Barbe », pour y admirer Clémentine. Profitant de l'engouement, elle pose contre rémunération pour des photographes qui éditent une quarantaine de cartes postales dont elle est la vedette et sur lesquelles elle signe des autographes à ses clients. Lors de ces poses variées, en calèche, promenant son chien ou lisant le journal, Clémentine reste coquette dans des robes très féminines. Elle obtient même la permission de travestissement, autorisation obligatoire pour une femme s'habillant en homme ; elle pose alors en tenue masculine, un cigare à la bouche et une chope de bière à ses côtés.

Mises en scène de Madame Delait (cartes postales Homeyer & Ehret).
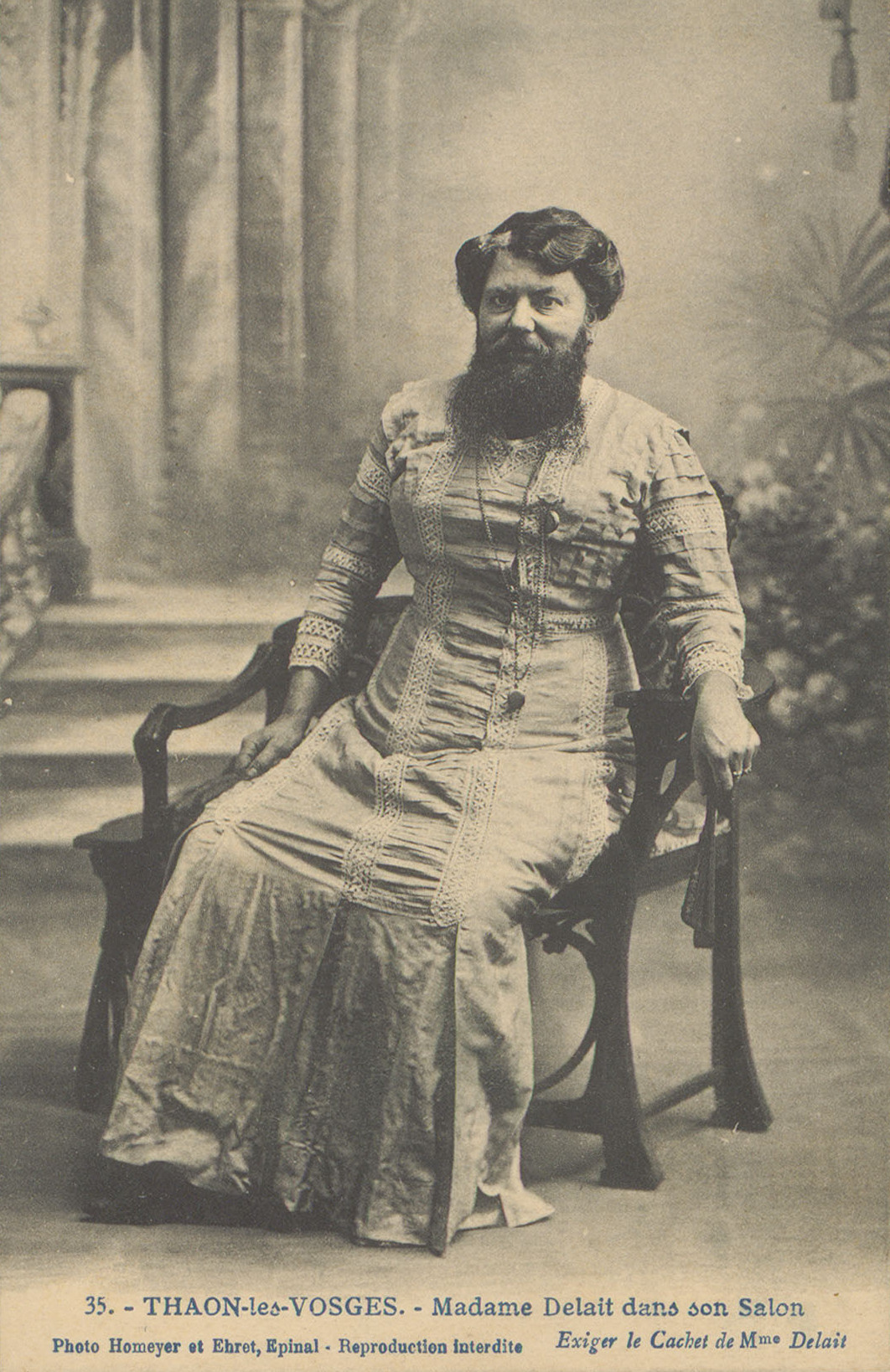
Dans son salon.
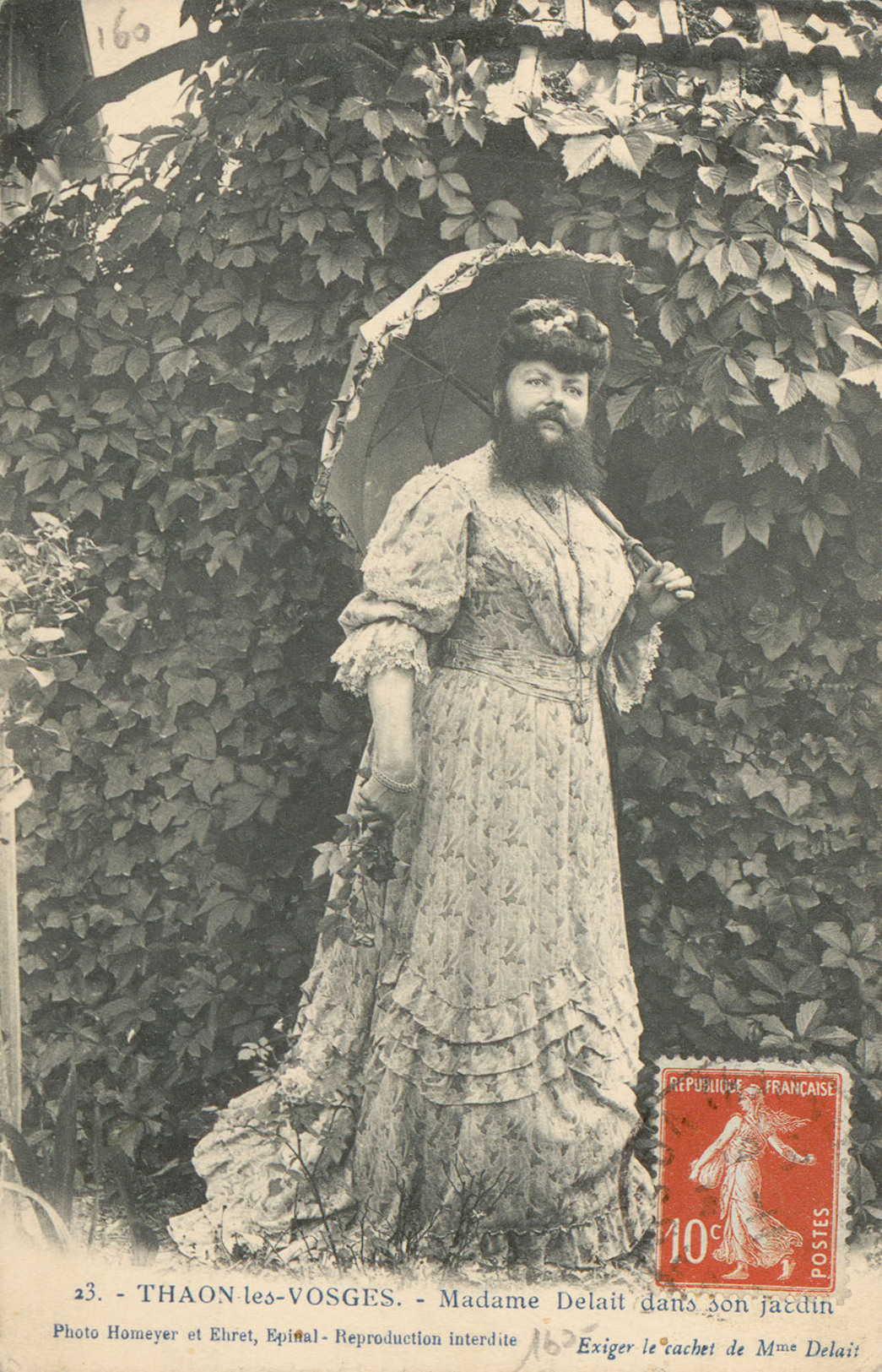
Dans son jardin.
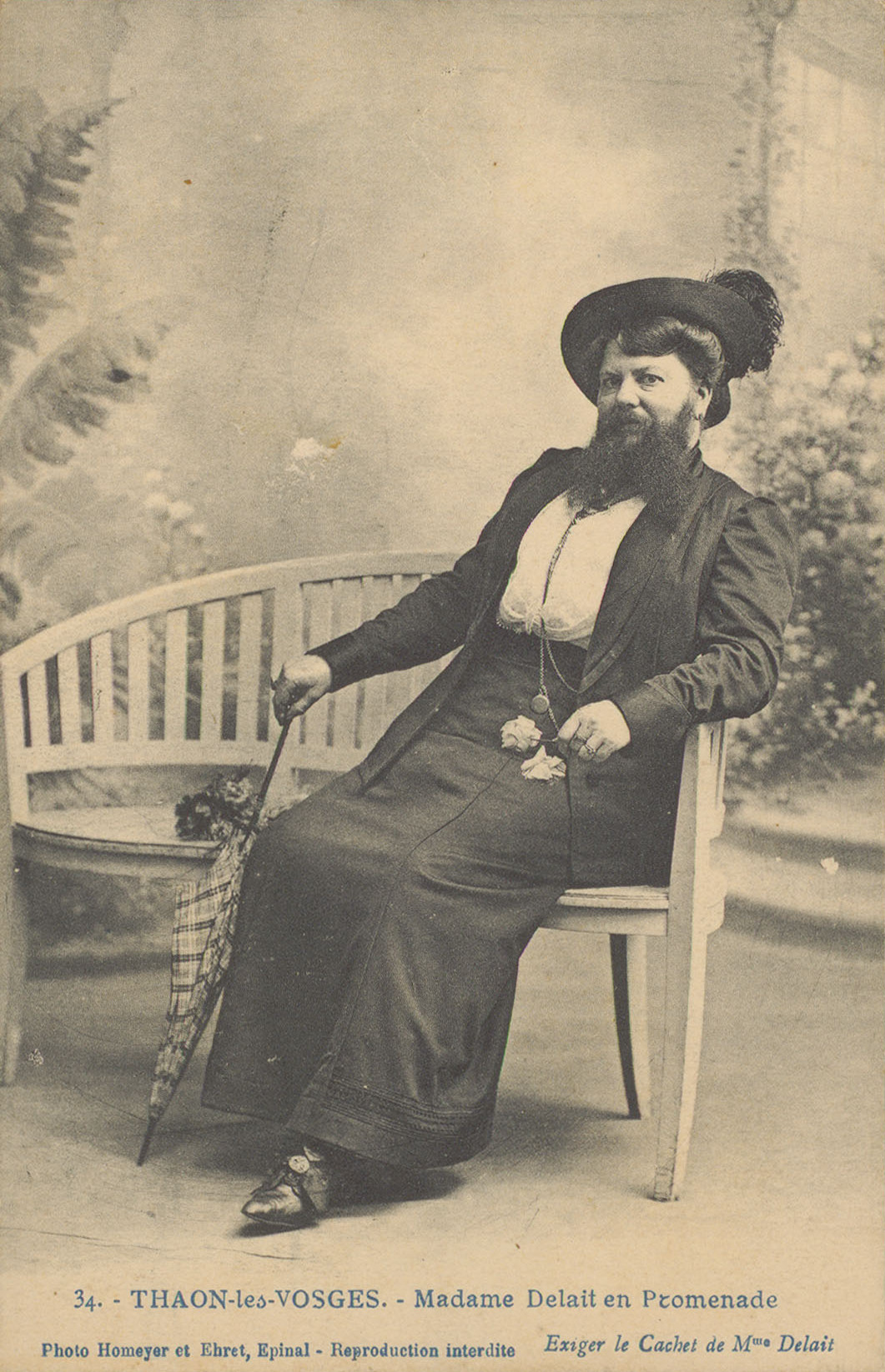
En promenade.
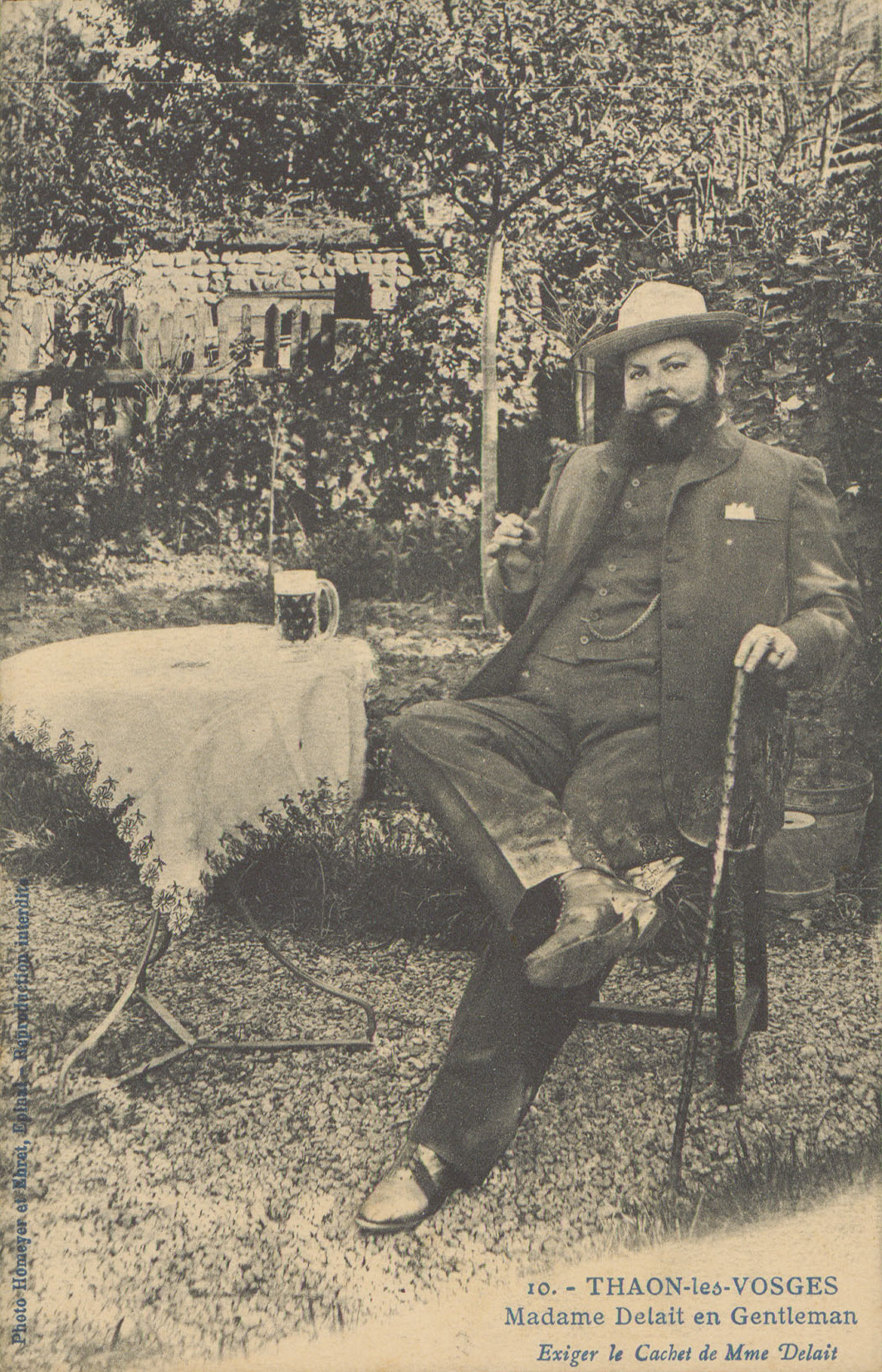
En gentleman.
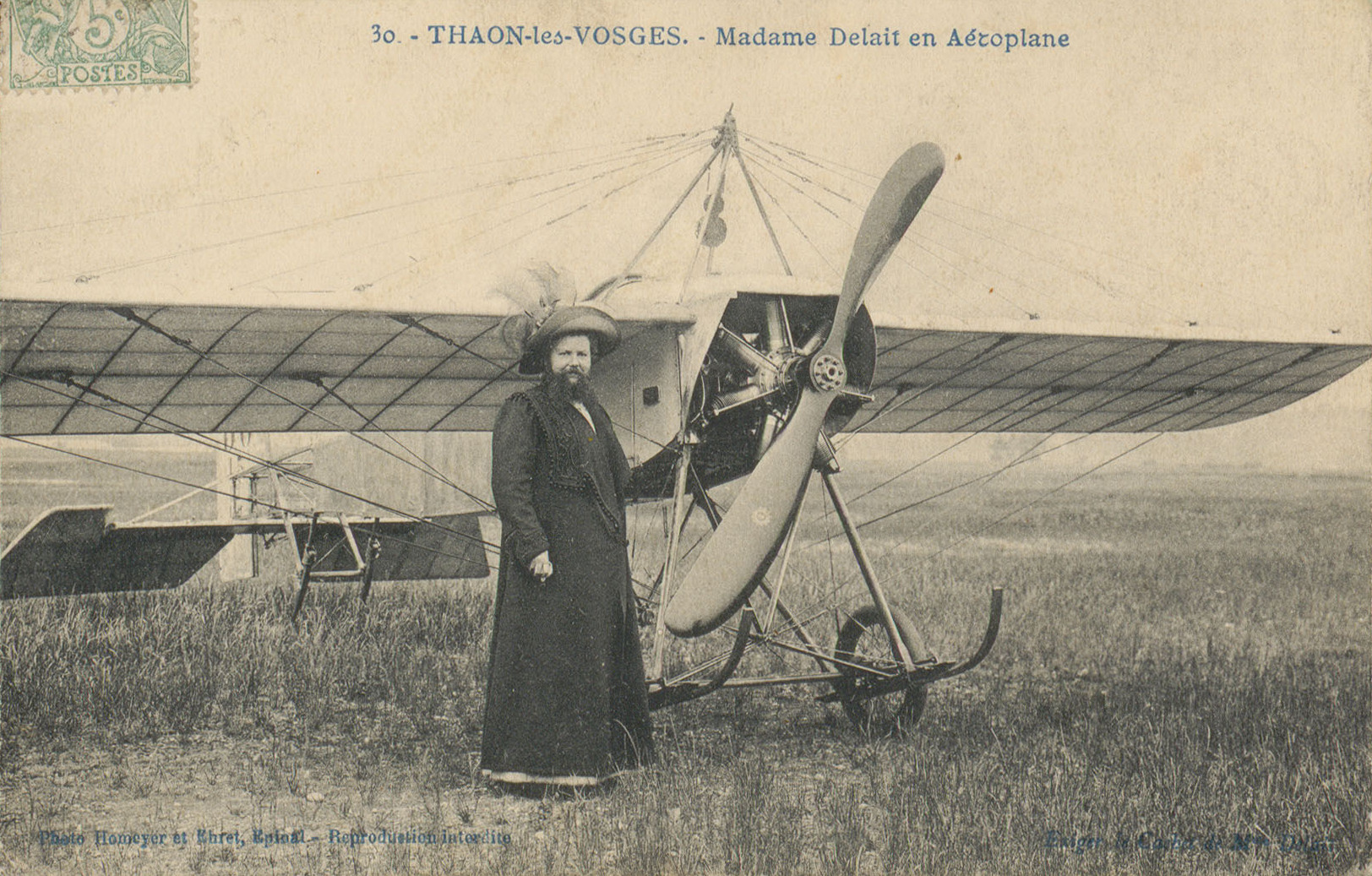
En aéroplane.

Sa célébrité prend une ampleur nationale lorsqu'elle s'enrôle dans la Croix-Rouge durant la Première Guerre mondiale et devient la mascotte des Poilus. Au lendemain de la guerre, le couple accompagné de Fernande, une orpheline de guerre adoptée à cinq ans, ouvre une mercerie à Plombières-les-Bains, Joseph étant trop malade pour tenir à nouveau un bar. Comme lors de leurs précédents métiers, la clientèle se presse. C'est à cette période que le cirque Barnum fondé par Phineas Taylor Barnum, le célèbre directeur de cirque spécialisé dans les phénomènes de foire, propose à Clémentine de le rejoindre pour la somme de trois millions de francs, offre qu'elle décline,,. Elle commence à effectuer des déplacements en Europe où de nombreuses personnalités la réclament : le prince de Galles dans les années 1920 à Londres ou encore le Chah de Perse à Vittel. Devenue veuve en 1928, Clémentine se consacre désormais pleinement à sa célébrité tout en rouvrant un bar à Thaon-les-Vosges. Là, elle propose des spectacles de cabaret dont elle est la vedette, déguisée et accompagnée de sa fille et d'un perroquet. Les clients viennent alors de la France entière et même d'Angleterre et d'Irlande pour la voir.

Elle meurt à Épinal le 19 avril 1939 d'une crise cardiaque à l'âge de 74 ans. Elle est inhumée à Thaon-les-Vosges au côté de son mari. Son épitaphe, comme elle l'a souhaité, est, : 

« La Femme à Barbe »

## Postérité
En 2021, elle fait l'objet d'un documentaire, un poil différent.e ; ce documentaire est diffusé au sein de ciné-débats au sujet de l'intersexuation. Pour les personnes intersexes, son refus d'entrer dans un cirque et sa manière de gérer elle-même son image est source d'inspiration quant à l'autonomisation des personnes intersexes en général.
Le film français Rosalie de 2024 s'inspire de l'histoire de Clémentine Delaitmais il a été critiqué dans ses choix narratifs par l'association Collectif Intersexe Activiste - OII France (Association française par et pour les personnes intersexes). Il est ainsi en particulier reproché au film de présenter un personnage tragique alors que Clémentine Delait parle très fièrement dans ses mémoires. 

### Vidéographie
- [vidéo] Disponible sur Vimeo
- [vidéo] INA Officiel, « Clémentine, la plus célèbre femme à barbe de France », sur YouTube, 27 mars 1969